# 荷屬東印度群島日占時期貨幣

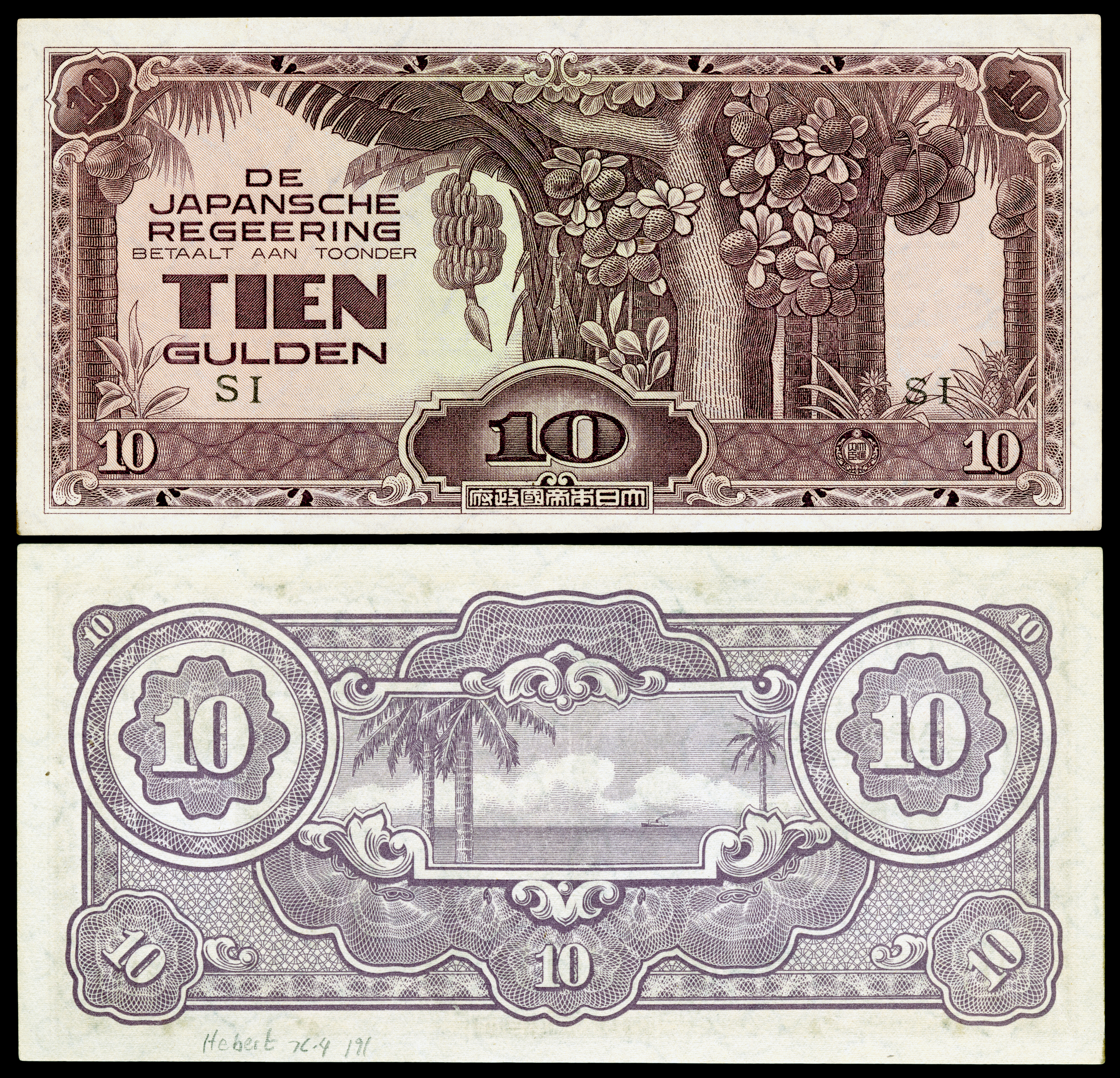
10盾纸币，是日本軍用手票的一部分。

荷屬東印度群島日占時期貨幣，为日本在1942年至1945年佔領荷屬東印度群島時所發行的貨幣。

## 硬幣
這些硬幣因描繪了獨特的哇揚皮影偶戲而被稱為「皮影戲偶系列」，10錢金屬成分是93％錫和7％鋅，5錢和1錢則是100％鋁。它們的日期使用皇紀，2603和2604，在公曆中等於1943和1944。然而，隨著日本在戰爭處於下風，她的運輸路線被打亂了，許多運往荷屬東印度群島的硬幣在運輸途中丟失了；這導致該系列並未發行。大部分未使用的存貨後來融化了，如今只有非常少的樣本幸存下來。